# Lachamp
Lachamp (okzitanisch: La Cham) ist eine Ortschaft und eine Commune déléguée in der südfranzösischen Gemeinde Lachamp-Ribennes mit 189 Einwohnern (Stand: 1. Januar 2022) im Département Lozère in der Region Okzitanien (vor 2016 Languedoc-Roussillon). Die Einwohner werden Coperoches genannt.
Die Gemeinde Lachamp wurde am 1. Januar 2019 mit Ribennes zur Commune nouvelle Lachamp-Ribennes zusammengeschlossen. Sie gehörte zum Arrondissement Mende und zum Kanton Marvejols.

## Lage
Lachamp liegt im Gebiet der Causse de Sauveterre im südlichen Zentralmassiv in den Cevennen in der historischen Landschaft des Gevaudan. Umgeben wird Lachamp von den Nachbargemeinden Ribennes im Norden, Rieutort-de-Randon im Osten und Nordosten, Servières im Osten und Südosten, Gabrias im Süden, Montrodat im Südwesten, Saint-Léger-de-Peyre im Westen sowie Recoules-de-Fumas im Nordwesten.

## Bevölkerungsentwicklung
| Jahr                       | 1962 | 1968 | 1975 | 1982 | 1990 | 1999 | 2006 | 2013 |
| Einwohner                  | 290  | 247  | 184  | 181  | 167  | 142  | 173  | 178  |
| Quellen: Cassini und INSEE |      |      |      |      |      |      |      |      |